# Peponidium calcaratum
Peponidium calcaratum är en måreväxtart som beskrevs av Anne-Marie Homolle och Jean Arènes. Peponidium calcaratum ingår i släktet Peponidium och familjen måreväxter. Inga underarter finns listade i Catalogue of Life.